# Cham (film 1931)
Cham – polski film z 1931 roku, będący bardzo swobodną adaptacją powieści Elizy Orzeszkowej o tym samym tytule.

## Treść
Franka, warszawska prostytutka, zostaje zraniona nożem. Opiekujący się nią lekarz, chcący pomóc jej w zerwaniu z przeszłością, proponuje pracę służącej na wsi. Tam poznaje młodego rybaka, Pawła, który nie bacząc na jej przeszłość, zakochuje się w niej, a następnie żeni się z nią. Po kilku miesiącach dziewczyna jednak ucieka z innym, by potem powrócić z dzieckiem. Paweł przebacza jej zdradę i przyjmuje na powrót, a dziecko uznaje za swoje. Jednak ona znów go zdradza, a nawet próbuje otruć. Zostaje aresztowana, ale Paweł jej ponownie wybacza. Jednak Franka, nie mogąc znieść poczucia winy popełnia samobójstwo.

## Główne role
- Krystyna Ankwicz (Franka),
- Mieczysław Cybulski (Paweł),
- Eugeniusz Gielba(inne języki) (parobczak; w napisach nazwisko: Gelba),
- Tadeusz Ordeyg (sołtys),
- Lech Owron (szofer),
- Mieczysław Gielniewski (chłop amerykański),
- Basia Wywerkówna (dziecko)